# Aspila xanthiata
Aspila xanthiata là một loài bướm đêm trong họ Noctuidae.